# Кураш, Евгений Юрьевич
Евге́ний Ю́рьевич Ку́раш (укр. Євгеній Юрійович Кураш; 2 февраля 1978, Сумы) — украинский военнослужащий, полковник, участник российско-украинской войны. Герой Украины (2022).   

## Биография
Родился 2 февраля 1978 года в городе Сумы. В 1999 году окончил Сумской государственный университет, где обучался в военном институте артиллерии. 
Службу начал на должности командира взвода гаубично-самоходной артиллерийской батареи в воинской части А0975 в посёлке Перечин Закарпатской области. В 2005 году участвовал в украинской миротворческой миссии в Ираке.
С 2014 года занимает должность первого заместителя командира — начальника штаба 80-й отдельной десантно-штурмовой бригады, дислоцированной во Львове. Во время полномасштабного российского вторжения в Украину в 2022 году эффективно руководил действиями подразделений бригады на Изюмском направлении, что способствовало освобождению ряда населённых пунктов Харьковской области, включая город Изюм.

## Награды
- Звание «Герой Украины» с удостоением ордена «Золотая Звезда» (14 октября 2022) — за личное мужество и героизм, проявленные в защите государственного суверенитета и территориальной целостности Украины, верность военной присяге[2].
- Орден Богдана Хмельницкого II степени (13 апреля 2022) — за личное мужество и высокий профессионализм, проявленные в защите государственного суверенитета и территориальной целостности Украины, верность военной присяге[3].
- Орден Богдана Хмельницкого III степени — за личное мужество и высокий профессионализм, проявленные в защите государственного суверенитета и территориальной целостности Украины, верность военной присяге.